# Westenhellweg (Naturraum)

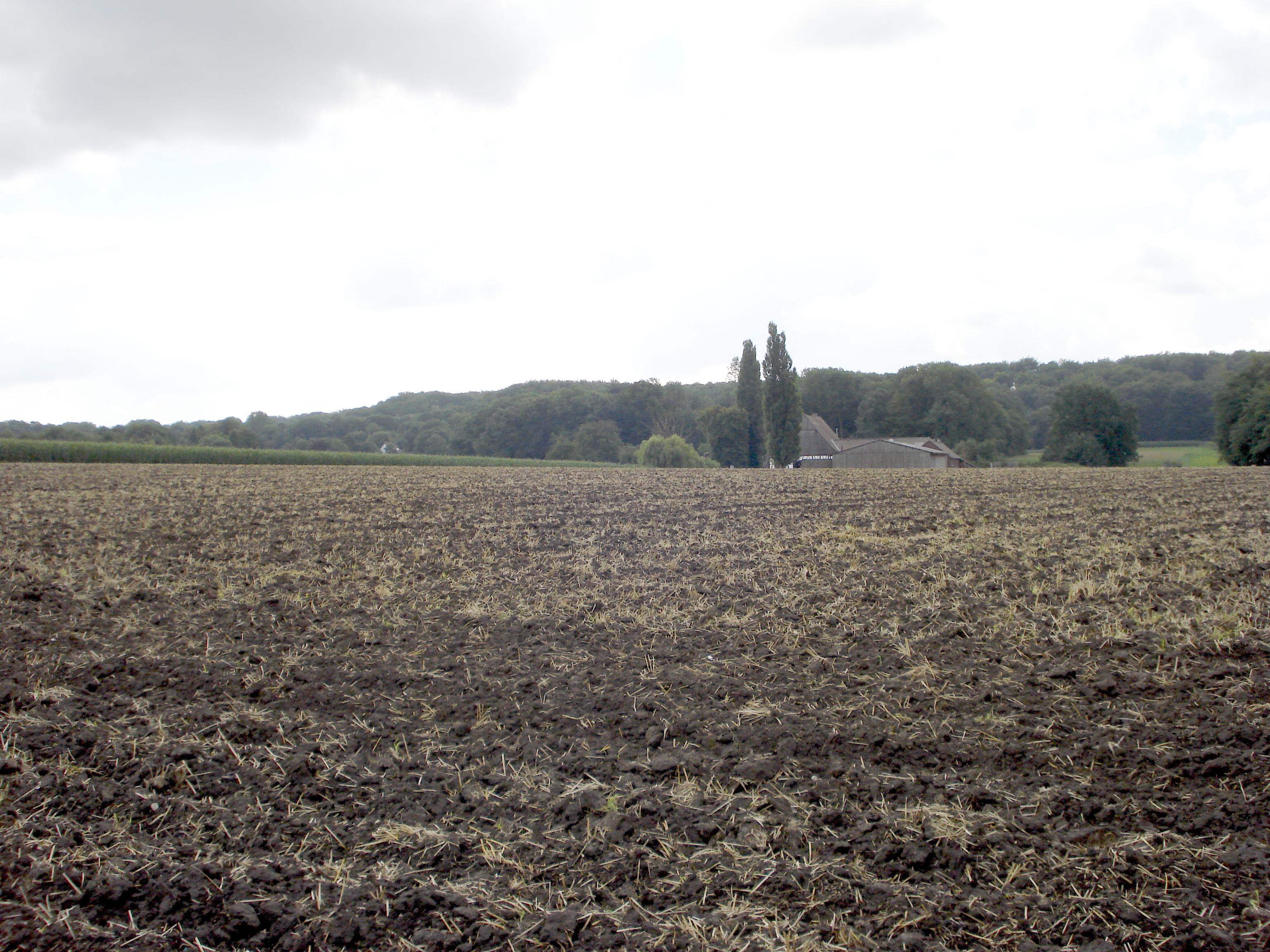
Der Westenhellweg im Süden Hernes

Der Weste(r)nhellweg ist eine naturräumliche Haupteinheit am Südrand der Haupteinheitengruppe der Westfälischen Bucht in Nordrhein-Westfalen. Er ist die westliche Fortsetzung der Hellwegbörden und umfasst das Gebiet rund um die alten Hellwegstädte Essen und Bochum.
Der Boden im Bereich des Westenhellwegs ist durch reiche Lößflächen gekennzeichnet.

## Lage und Grenzen
Der Westenhellweg ist die westliche Fortsetzung der Hellwegbörden und umfasst in der Hauptsache das Gebiet rund um die alten Hellwegstädte Essen und Bochum – außer deren Süden. Anteil am Naturraum haben auch die Städte Dortmund, Castrop-Rauxel, Herne, Gelsenkirchen und – mit sehr geringem Flächenanteil – Oberhausen. Die am historischen Hellweg gelegene Hansestadt Duisburg liegt bereits in der Niederrheinischen Tiefebene. Schnittpunkt des Niederbergischen Landes, der Niederrheinischen Tiefebene und des Westenhellwegs ist das Schloss Broich, unmittelbar an der historischen Furt des Hellwegs über die Ruhr in Mülheim an der Ruhr gelegen, womit sich die Fläche Mülheims etwa zu knapp der Hälfte dem Naturraum des Westenhellwegs zurechnen lässt.

## Naturräumliche Gliederung
Der Naturraum Westenhellweg wurde erstmals im Handbuch der naturräumlichen Gliederung Deutschlands ab den 1950er Jahren definiert. In den nachfolgenden Einzelblättern 1:200.000 Münster (1960), Düsseldorf/Erkelenz (1963), Arnsberg (1969) und Kleve/Wesel (1977) wurden die Grenzen noch einmal überarbeitet und der Naturraum wurde in Unternaturräume gegliedert; lediglich Blatt Düsseldorf/Erkelenz weist keine Feinunterteilung aus. Folgende Unternaturräume sind hierdurch definiert:
- (zu 54 Westfälische Bucht)
  - 545 Westenhellweg
    - 545.0 Castroper Platte(n)[7]
      - 545.00 Martener Flachwellenland
      - 545.01 Castroper Höhen, natürliche Erhebungen bis knapp 140 m
      - 545.02 Langendreerer Senke

    - 545.1 Stockumer Höhe,[8] am Steinberg südwestlich Stockums 177,1 m
    - 545.2 Unterer Westenhellweg
      - 545.20 Ückendorf-Rauxeler Platten
      - 545.21 Bochumer Lößplatte

Da Blatt Düsseldorf/Erkelenz mit den Städten Essen (bis weit in den Westen) und Bochum (von Wattenscheid über die Kernstadt bis Langendreer) die Einheit nicht weiter unterteilt, gibt es keinen offiziellen Naturraumnamen für die Landschaft um Essen und die Schotterberge zwischen Essen und Wattenscheid (Mechtenberg südlich Rotthausens: 80,3 m; Auf m Silldgen südwestlich von (Essen-)Leithe: 111,2 m).

## Benachbarte Naturräume
Nördlich schließt sich an den Westenhellweg das Emscherland an. Im Süden grenzt er an das Bergische Land und den Märkischen Teil des Sauerlandes. Seine östliche Fortsetzung erfährt er in den Hellwegbörden; im Westen grenzt er an die Niederrheinische Tiefebene.